# Acey Deucey (Brettspiel)

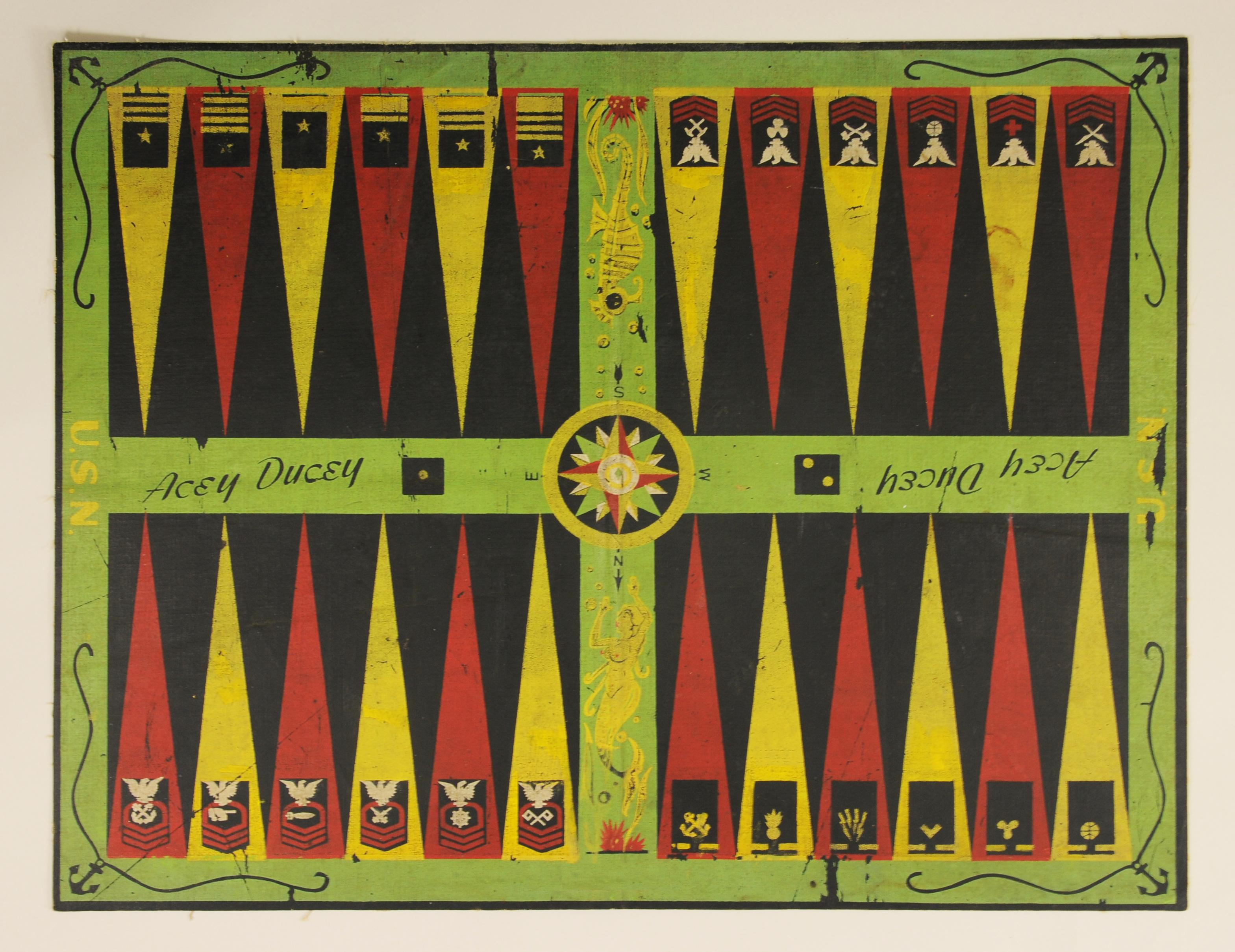
Darstellung eines Acey-Deucey-Spielfelds aus dem ersten Viertel des 20. Jahrhunderts

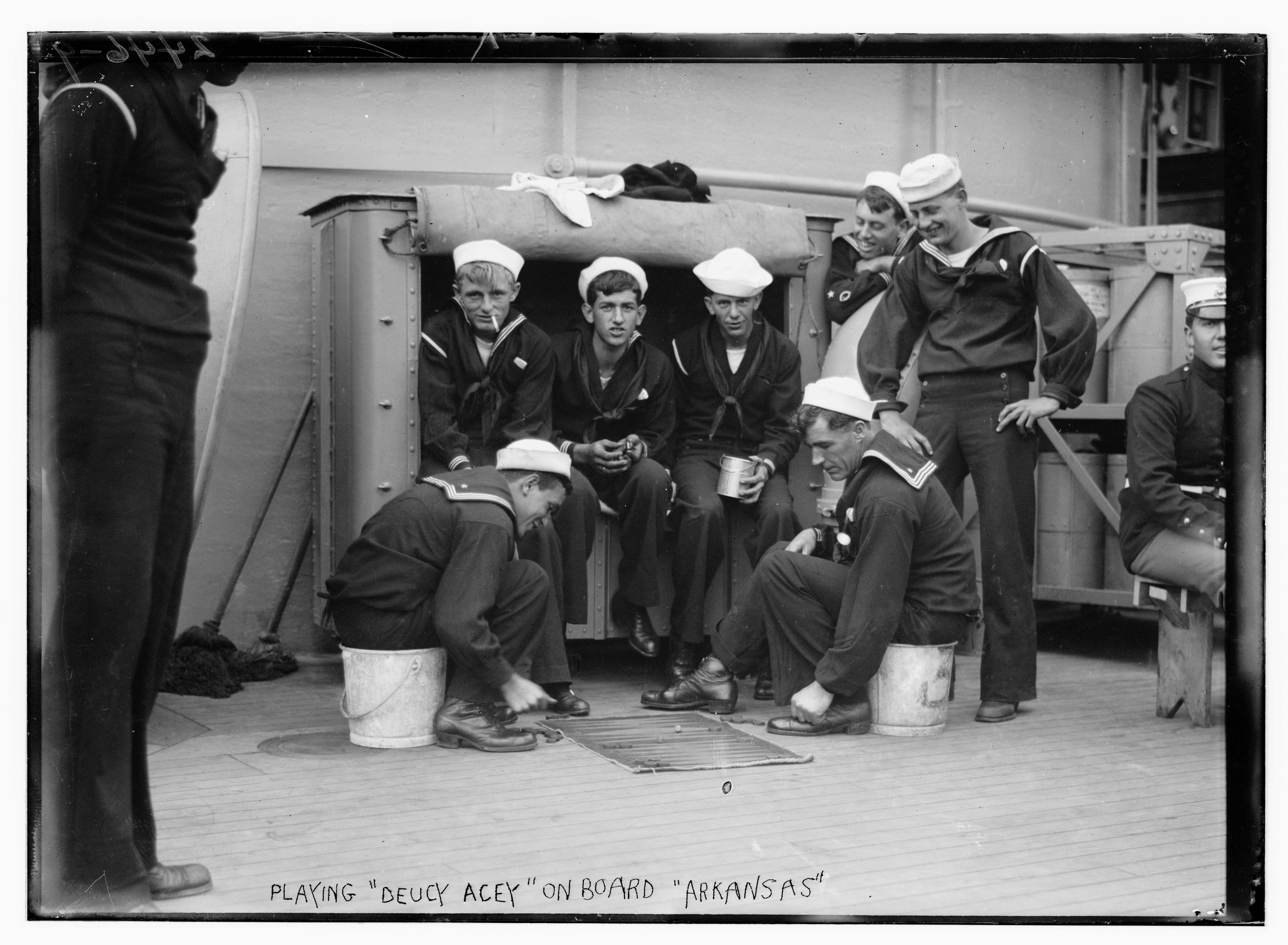
Junge amerikanische Matrosen spielen Acey Deucey an Bord der USS Arkansas, ca. 1910

Acey Deucey oder Acey Ducey ist eine Variante des Würfelbrettspiels Backgammon, die vor allem bei der U.S. Navy, dem Marine Corps und der US-Handelsmarine sehr beliebt ist. Das Spiel kann auf einem Backgammon-Brett oder auf einer Acey-Deucey-Matte gespielt werden, wobei die Matte auf einem rollenden und stampfenden Schiff praktischer ist.

## Spielregeln
Acey Deucey unterscheidet sich vom Standard-Backgammon dadurch, dass alle Steine außerhalb des Spielbretts starten. Jeder Spieler muss zuerst alle 15 Steine einsetzen, bevor er einen Stein vorrücken darf, und er muss mindestens einen Stein in sein Heimfeld bringen, bevor er einen gegnerischen Stein schlagen darf. Außerdem müssen die Steine nicht genau nach der gewürfelten Augenzahl abgetragen werden. Ein Stein darf auch vom Feld genommen werden, das der gewürfelten Augenzahl am nächsten liegt.
Eine besondere Bedeutung hat die Würfelkombination aus einer Eins und einer Zwei, das sogenannte acey-deucey. Würfelt der Spieler ein acey-deucey, so zieht er zunächst einen Stein um die ihm zustehenden drei Felder. Dann wählt er einen beliebigen Pasch und zieht entsprechend, wobei er darauf achtet, dass ein Pasch wie beim Backgammon zweimal gezogen wird. Dann würfelt er erneut. Kann ein Spieler einen Teil seines Wurfes nicht nutzen, verliert er den Rest seines Zuges.

## Bezeichnungen
Die Bezeichnungen bei Acey Deucey unterscheiden sich von denen des Backgammon. Die „Stange“ (bar) wird als „Zaun“ (fence) bezeichnet, das Schlagen als Stoßen oder Treten und das Blockieren von sechs aufeinanderfolgenden Points als Hindenburg-Linie, was auf die Beliebtheit des Spiels während des Ersten Weltkrieges zurückzuführen ist.

## Varianten
Beim europäischen Acey Deucey wählt der Spieler, der den acey-deucey würfelt, einen Pasch, aber anstatt ihn zweimal zu nehmen, zieht er den Pasch und sein Komplement, das heißt den Pasch, der sich auf den gegenüberliegenden Seiten der Würfel befinden würde.